# Пеллат, Шарль
Шарль Пеллат (фр. Charles Pellat, 28 сентября 1914, Сук-Ахрас, Французский Алжир — 28 октября 1992, Бур-ла-Рен, Франция) — французский востоковед-арабист, лингвист, дипломат, переводчик, действительный член Академии надписей и изящной словесности. Один из авторов энциклопедии «Ираника» и один из редакторов «Энциклопедии ислама».

## Биография
Шарль Пеллат родился в городе Сук-Ахрасе во Французском Алжире. Школьное образование получил в Дуралбейзе, Марокко. В 1935 году он окончил университет Бордо, где получил диплом по арабскому языку и литературе. Он начал свою профессиональную карьеру в качестве лектора в Институте в Марракеше, Французское Марокко, одновременно проходя службу в армии. Окончив военную службу, Шарль начал обучение на литературном факультете Алжирского университета, который окончил в 1938 году с дипломом по берберским языкам. Затем он прошёл дополнительную военную подготовку, благодаря которой смог устроиться на работу в силы специального назначения в Леванте в качестве пресс-атташе при главе делегации Верховной комиссии в Дамаске, Сирия. Там учёный собирал книги и материалы по берберскому языку и литературе, познакомился со многими сирийскими поэтами и писателями, у которых постигал тонкости арабского литературного языка и издавал журнал на арабском языке.
В 1941 году Шарля репатриаровали во Францию и перевели в Пританей, а затем во 2-й офис Авиньонского подразделения по борьбе со шпионажем. Затем он вновь отправился в Алжир для подготовки курсантов своего корпуса. Там в 1946 году ему присудили агрегацию по арабскому языку. После окончания войны Шарль некоторое время работал во французском МИД. В 1950 году он защитил PhD-диссертацию на тему «Персидское окружение и воспитание аль-Джахиза». После этого он направился в Лицей Людовика Великого на отделение восточных языков (1951—1956), а затем, в 1958 году возглавил арабскую секцию в Сорбонне. Здесь он перевёл и опубликовал несколько известных арабских рукописей. В 1966 Шарля назначили директором Института востоковедения и исламоведения, который он же и основал. Вместе с ним учёный создал при университете специализированную библиотеку исламских текстов, которой руководил вплоть до распада Сорбонны, а затем выбрал Париж IV, чтобы создать и возглавить кафедру исламоведения (1972—1978).
Шарль Пеллат был свободным членом Академии надписей и изящной словесности с 19 января 1973 года, а 5 декабря 1986 года стал действительным членом ее первой секции. Кроме этого он выступал в качестве члена редколлегий «Энциклопедии ислама» (для неё написал и большое количество статей) и научных журналов al-Karmil (Хайфа) и Hamdard Islamicus (Карачи), а также писал статьи для энциклопедии «Ираника».

## Работы
Наиболее известной работой Шарля является учебник литературного арабского языка «Introduction à l’arabe moderne» (с фр. — «Введение в современный арабский язык»). В отличие от появившегося примерно в это же время «An Introduction to modern Arabic» Виндер-Зиаде, работа Шарля является более академической. На её первых страницах даётся краткое введение в фонетику языка и объясняются некоторые основные лингвистические термины, такие как ассимиляция и диссимиляция. При этом об их правильном произношении рассказывается лишь в следующем разделе, посвящённом уже письму. В первой части представлен минимум грамматики. В дальнейшем учёный кратко разъясняет теорию форм применительно к языку с использованием простых примеров и их переводов. Далее располагаются практические упражнения. Описание морфологии языка основано как на лингвистических, так и на исторических аспектах. Вторая часть книги состоит из коротких отрывков повседневного арабского текста, возможно, взятого из газет, и грамматические комментарии. В этой части повторно объясняются слова, даже уже известные из прошлой. Последняя часть книги состоит из «текстов аннотаций», а завершается книга подробными парадигмами и глоссарием в алфавитном порядке. По мнению немецкого лингвиста Вольфдитриха Фишера, «данная работа Пеллата превосходит подавляющее большинство по надежности и предлагает гораздо больше, чем можно было бы ожидать, учитывая её относительно небольшой размер» и является одним из редких качественных учебников литературного арабского. Кроме этого известность ему принесла работа об аль-Джахизе.

### Работы
Монографии
- L’arabe vivant : mots arabes groupés d’après le sens et vocabulaire fondamental de l’arabe moderne. — Paris: Adrien-Maisonneuve, 1952. — V, 617, 77 p.
- Introduction à l’arabe moderne. — Paris: Adrien-Maisonneuve, 1956. — V, 242 p.
- Langue et littérature arabes. — Éd. entièrement revue et mise à jour. — Paris: Armad Colin, 1970. — 240 p. — (Collection U2, vol. 91).

Сборники статей
- Études sur l’histoire socio-culturelle de l’Islam, VIIe-XVe. — London: Variorum Reprints, 1976. — 386 p. — (Collected studies, no. CS43). — ISBN 09-020-8986-2. — ISBN 978-0-902-08986-0.

Под редакцией
- Encyclopaedia of Islam. 2nd ed :  [англ.] : in 12 vol. / edited by H. A. R. Gibb; J. H. Kramers; E. Lévi-Provençal; J. Schacht; B. Lewis & Ch. Pellat. Assisted by S. M. Stern (pp. 1—330), C. Dumont and R. M. Savory (pp. 321—1359). — Leiden : E.J. Brill, 1986. — Vol. 1. (платн.)
- Encyclopaedia of Islam. 2nd ed :  [англ.] : in 12 vol. / edited by B. Lewis; J. Schacht & Ch. Pellat. Assisted by J. Burton-Page, C. Dumont and V. L. Ménage. — Leiden : E.J. Brill, 1991. — Vol. 2. (платн.)
- Encyclopaedia of Islam. 2nd ed :  [англ.] : in 12 vol. / edited by B. Lewis; V. L. Ménage; J. Schacht & Ch. Pellat. Assisted by C. Dumont, E. van Donzel and G. R. Hawting[англ.]. — Leiden : E.J. Brill, 1986. — Vol. 3. (платн.)
- Encyclopaedia of Islam. 2nd ed :  [англ.] : in 12 vol. / edited by C. E. Bosworth; E. van Donzel; B. Lewis & Ch. Pellat. Assisted by C. Dumont, G. R. Hawting[англ.] and Miss M. Paterson. — Leiden : E.J. Brill, 1997. — Vol. 4. (платн.)
- Encyclopaedia of Islam. 2nd ed :  [англ.] : in 12 vol. / edited by C. E. Bosworth; E. van Donzel; B. Lewis & Ch. Pellat. Assisted by F. Th. Dijkema and S. Nurit. — Leiden : E.J. Brill, 1986. — Vol. 5. (платн.)
- Encyclopaedia of Islam. 2nd ed :  [англ.] : in 12 vol. / edited by C. E. Bosworth; E. van Donzel & Ch. Pellat. Assisted by F. Th. Dijkema and S. Nurit. With B. Lewis (pp. 1—512) and W. P. Heinrichs (pp. 513—1044). — Leiden : E.J. Brill, 1991. — Vol. 6. (платн.)
- Encyclopaedia of Islam. 2nd ed :  [англ.] : in 12 vol. / edited by C. E. Bosworth; E. van Donzel; W. P. Heinrichs & Ch. Pellat. Assisted by F. Th. Dijkema (pp. 1—384), P. J. Bearman (pp. 385—1058) and S. Nurit. — Leiden : E.J. Brill, 1993. — Vol. 7. (платн.)
- Textes arabes relatifs à la dactylonomie / Charles Pellat. — Paris: G.P. Maisonneuve et Larose, 1977. — ISBN 978-2-706-80654-4.